# زمین‌لرزه دلو ۱۳۶۹ افغانستان
زمین‌لرزه افغانستان  در تاریخ ۳۱ ژانویه ۱۹۹۱ میلادی، برابر با ‎۱۱ بهمن ۱۳۶۹، ساعت ۲۳:۰۳:۳۳ به زمان یوتی‌سی در افغانستان رخ داد. ژرفای این زلزله ۱۴۲٫۴ کیلومتر بود، و بزرگی آن ۶٫۸ در مقیاس Mw اعلام شده‌است. زمین‌لرزه به وقت محلی در روز جمعه، ساعت ۳٫۵ روی داده و منطقه زمانی آن یوتی‌سی +۴٫۵ بوده‌است .
سازمان زمین‌شناسی آمریکا نیز رومرکز این زمین‌لرزه را در مختصات ۳۵°۵۹′۳۵″شمالی ۷۰°۲۵′۲۳″شرقی / ۳۵٫۹۹۳°شمالی ۷۰٫۴۲۳°شرقی و ژرفای آن را در ۱۴۲ کیلومتر گزارش کرده‌است. بزرگی برگزیدهٔ این سازمان از میان بزرگی‌های محاسبه‌شدهٔ مختلف ۶٫۹ در مقیاس Mw بوده و از دید اثر، در میان چهار دسته‌بندی «نامحسوس»، «محسوس»، «زیان‌آور» یا «با تلفات»، زلزله را «با تلفات» اعلام کرده‌است.چندین هزار ساختمان در زمین‌لرزه آسیب دیده و شمار بسیاری خراب شده‌است.رانش زمین در آن به وجود آمده‌است.
پروژهٔ «تنسور گشتاور مرکزوار» زاویه‌های (راستا، شیب، ریک) گسل سازندهٔ زمین‌لرزه و صفحه عمود بر آن را (°۲۴۷، °۱۷، °۶۸) یا (°۹۰، °۷۴، °۹۷) و نوع گسل را «معکوس» فرارسانده‌است.